# Autoroute A602 (Belgique)

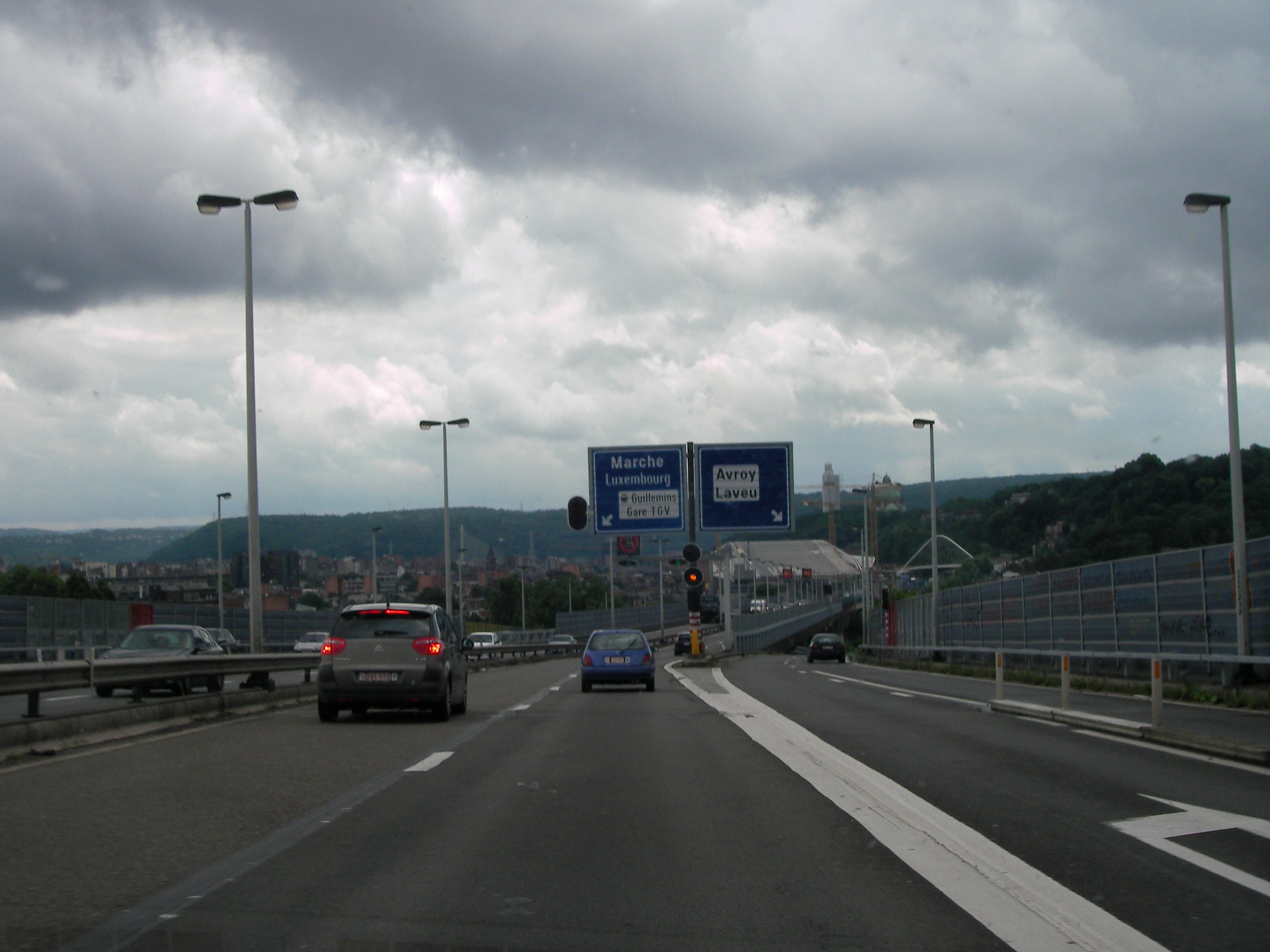
La A602 à l'approche du tunnel de Cointe

L'autoroute belge A602 (classée en tant qu'E25), appelée également liaison E40-E25, est une autoroute située à l'ouest de Liège appartenant à la SOFICO.
Elle fait partie du périphérique ouest de Liège. Son trajet est en partie urbain, où elle emprunte le tunnel de Cointe.
Elle franchit la Meuse.
C'est un tronçon autoroutier à péage, mais celui-ci est acquitté par la Région wallonne (les véhicules sont comptés).
Un radar tronçon y est installé. Durant la phase de test, un panneau d'affichage situé en hauteur signalait la plaque du véhicule en excès de vitesse. Depuis fin 2012, le système est passé en mode répressif et le panneau a été retiré,,.

## Ouvrages d'art
Le passage d'une vallée encaissée comme celle de la Meuse à hauteur de Liège demandait la construction d'infrastructures complexes. Entre Chênée et Burenville, on ne trouve en effet qu'une succession d'ouvrages d'art importants :
- Tunnel des Grosses-Battes ;
- Tranchée ouverte des Grosses-Battes ;
- Tunnel de Kinkempois ;
- Pont haubané du Pays de Liège ;
- Tunnel de Cointe ;
- Viaduc des Guillemins.

## Description du tracé
|     | Dénomination                      | Destinations                                                                                 | BK   |
| --- | --------------------------------- | -------------------------------------------------------------------------------------------- | ---- |
|     | Échangeur de Loncin               | Autoroute Bruxelles − Liège − Aix-la-Chapelle Autoroute Mons − Liège (Autoroute de Wallonie) | 0,0  |
| 31a | Bonne Fortune                     | Ans (Loncin), Saint-Nicolas (Montegnée)                                                      | 2,7  |
| 32  | Ans N3h                           | Ans, Saint-Nicolas (Montegnée)                                                               | 3,7  |
| 32a | Mont Légia                        | Glain, Ans, Saint-Nicolas (Montegnée)                                                        | 2,7  |
|     | Glain (vers Neufchâteau)          |                                                                                              | 5,0  |
| 33  | Liège Centre N3g                  | Liège, Saint-Nicolas                                                                         | 5,8  |
| 34  | Saint-Laurent                     | Liège (Saint-Gilles, Saint-Laurent)                                                          | 6,3  |
| 35  | Laveu Avroy N607                  | Liège (Boulevard d'Avroy)                                                                    | 7,2  |
| 36  | Guillemins                        | Liège (Guillemins)                                                                           | 7,7  |
|     | Tunnel de Cointe (1 650 m)        |                                                                                              | 8,5  |
| 37  | Val Benoît                        | Liège (Fragnée, Val-Benoît)                                                                  | 9,3  |
|     | Pont du Pays de Liège (328 m)     |                                                                                              | 9,6  |
|     | Tunnel de Kinkempois (750 m)      |                                                                                              | 10,2 |
|     | Tunnel des Grosses Battes (375 m) |                                                                                              | 11,2 |
| 38  | Grosses Battes N633               | Liège (Angleur, Grivegnée)                                                                   | 11,2 |
|     | Prolongée par l'autoroute         | Autoroute Liège − Bastogne − Neufchâteau                                                     | 11,2 |

## Statistiques de fréquentation
La moyenne journalière, selon la police de la route, est de 69.500 véhicules par jour en semaine.[réf. souhaitée]

## Fermetures
Tous les 3 mois environ la section entre la sortie 35 et la sortie 38 est fermée à la circulation pendant les nuits d'une semaine dans le but d'effectuer le nettoyage et l'entretien des équipements.
Depuis les inondations de juillet 2021 en Belgique la section des tunnels est fermée à la circulation.
Le tunnel de Cointe est rouvert depuis le 29 juillet 2021 mais le pont haubané du Pays de Liège, le tunnel de Kinkempois, la tranchée ouverte des Grosses-Battes et le tunnel des Grosses-Battes ne rouvriront que mi-octobre avec des restrictions de circulation.